# 978. grenadirski polk (Wehrmacht)
978. grenadirski polk (izvirno nemško 978. Grenadier-Regiment; kratica 978. GR) je bil pehotni polk Heera v času druge svetovne vojne.

## Zgodovina
Polk je bil ustanovljen 17. novembra 1943 na Nizozemskem in dodeljen 271. pehotni diviziji; polk je bil uničen avgusta 1944 med bitko za Normandijo.
Ponovno je bil ustanovljen 17. septembra 1944 s preoblikovanjem 1188. grenadirskega polka.